# (10154) Tanuki
(10154) Tanuki (1994 UH) – planetoida z pasa głównego asteroid okrążająca Słońce w ciągu 3,42 lat w średniej odległości 2,27 j.a. Odkryta 31 października 1994 roku.